# Ley general de trenes Maglev
La Ley General de Trenes Maglev (AMbG), la Ley de Planificación de Trenes Maglev (MBPlG) y las Regulaciones de Construcción y Operación de Ferrocarriles Maglev asociadas (MbBO) fueron creadas por el legislador como base para los trenes maglev públicos que se construirán en Alemania.
Aunque los trenes maglev no son ferrocarriles desde un punto de vista legal, la supervisión de los mismos se ha transferido legalmente a la Autoridad Federal de Ferrocarriles (EBA).
La instalación de pruebas Transrapid ubicada en Emsland no está sujeta a estas regulaciones, sino a la Ley sobre la construcción y operación de instalaciones de prueba para la prueba de tecnologías para el tráfico guiado por vía (SpurVerkErprG) creada para este propósito. La autoridad supervisora para ello es la Autoridad Estatal de Baja Sajonia para la Construcción de Carreteras y el Transporte.